# Calbayog

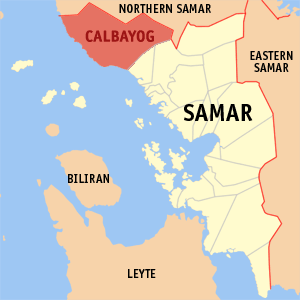
Calbayog Citys läge i Samar

Calbayog City är en stad i Filippinerna. Den är belägen i provinsen Samar i regionen Östra Visayas och hade 163 657 invånare vid folkräkningen 2007.
Staden är indelad i 157 smådistrikt, barangayer, varav endast 12 är klassificerade som urbana.